# Vitögd parakit
Vitögd parakit (Psittacara leucophthalma) är en fågel i familjen västpapegojor inom ordningen papegojfåglar.

## Utseende
Vitögd parakit är en medelstor parakit med en lång och avsmalnad stjärt. Kroppen är mestadels grön med varierande mängd röda fläckar på huvud, hals och skuldror. Runt ögat syns en vit ring med bar hud och näbben är ljus.

## Utbredning och systematik
Vitögd parakit delas in i tre underarter:
- Psittacara leucophthalma nicefori – fynd kända från östra Colombia (Meta)
- Psittacara leucophthalma callogenys – förekommer från sydöstra Colombia till östra Ecuador, nordvästra Peru och nordvästra Brasilien
- Psittacara leucophthalma leucophthalma – förekommer i Venezuela, Guyana, Brasilien, Bolivia, Paraguay, norra Argentina

### Släktestillhörighet
Tidigare placerades arten i släktet Aratinga, men detta har delats upp i flera mindre släkten efter genetiska studier.

## Levnadssätt
Vitögd parakit hittas i olika typer av miljöer, som skog, savann, mangrove och till och med urbana områden. Den ses ofta i stora ljudliga flockar.

## Status och hot
Arten har ett stort utbredningsområde, men tros minska i antal, dock inte tillräckligt kraftigt för att den ska betraktas som hotad. Internationella naturvårdsunionen IUCN listar arten som livskraftig (LC).

## Bildgalleri

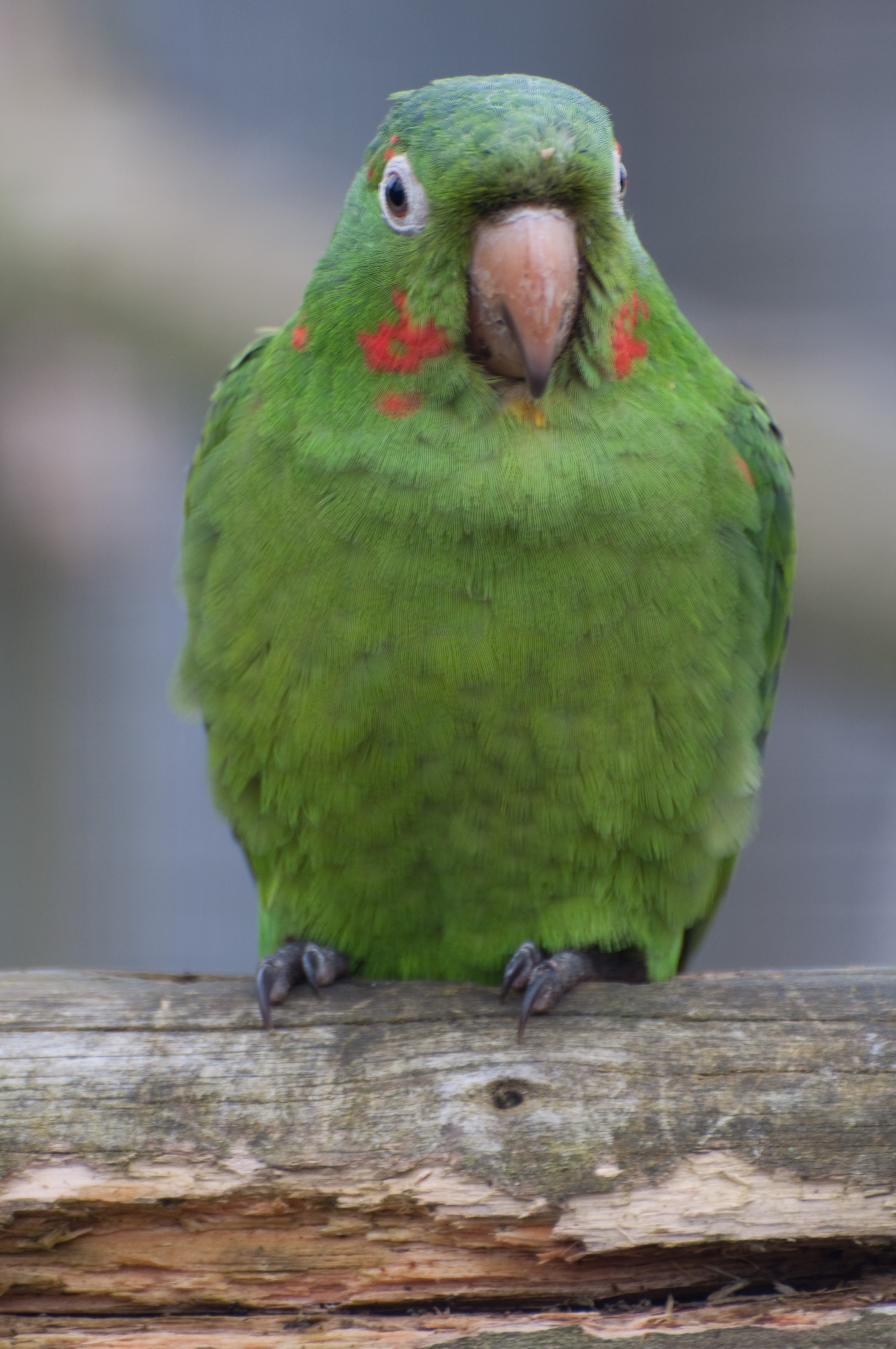
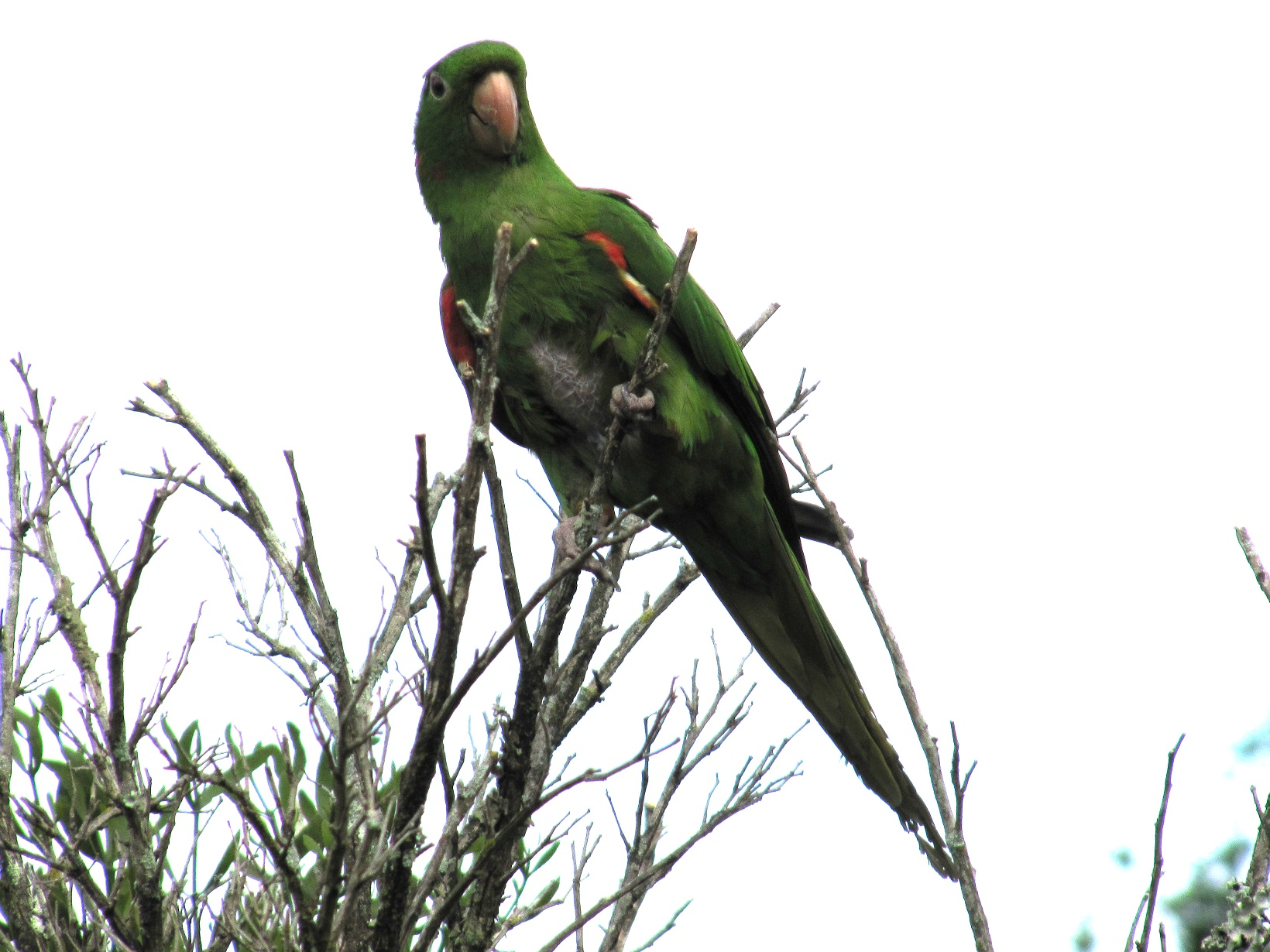